# 왈라시 지 소자
왈라시 레안드루 지 소자(포르투갈어: Wallace Leandro de Souza, 1987년 6월 26일~)는 브라질의 배구 선수로 포지션은 아포짓이다. 브라질 국가대표로서 올림픽에서 금메달 1개(2016), 은메달 1개(2012)를 획득했다. 